# Innerösterreich
Innerösterreich ist ein zusammenfassender Name für die Länder südlich des Semmering, das heißt die Herzogtümer Steier(mark), Kärnten, Krain und das Küstenland. Als politische Einheit existierte es im Zuge der habsburgischen Erbteilungen 1379/1411–1457 und 1564–1619, Residenz war Graz.
Die Bezeichnung bürgerte sich Mitte des 15. Jahrhunderts ein, als Gegensatz zu den Ländern Niederösterreichs (das eigentliche Österreich, das heißt Österreich ob der Enns/Oberösterreich und Österreich unter der Enns/Niederösterreich) und den Ländern Oberösterreichs (das heißt Tirol und die Vorlande).
Die Erste Teilung erfolgte zwischen der Leopoldinischen und Albertinischen Linie, nach Albrecht III. mit dem Zopf und Leopold III. dem Gerechten, den Söhnen Albrechts II. des Weisen, über den Neuberger Teilungsvertrag vom 25. September 1379 – und die folgenden Umverteilungen 1395/6 (Vertrag von Hollenburg), 1406 (Tod Wilhelm des Ehrgeizigen/Freundlichen) und 1411 (Tod Leopold des Dicken). Der erste Habsburger, der in Graz residierte, war Ernst der Eiserne, auch sein Sohn Kaiser Friedrich III. residierte dort immer wieder.
Im Zuge der Zweiten Erbteilung 1564 unter den Söhnen Ferdinands I. erhielt der jüngste Sohn Karl II. diesen Länderkomplex. Dieser wurde als eigene Landesherrschaft organisiert, die vor allem auch eine eigene Kriegsbehörde hatte. Diese hatte den Grenzschutz gegen das Osmanische Reich zur Aufgabe und wurde daher erst 1705 nach Wien verlegt. Die Anlage der Militärgrenze wurde von Graz aus organisiert.
Nachdem Ferdinand III. von Innerösterreich unter dem Namen Ferdinand II. 1619 Kaiser und Landesherr der böhmischen (1617, mit Unterbrechung) und niederösterreichischen Länder geworden war, verschmolz der Länderkomplex nach und nach ins habsburgische Gesamtreich. Ein Statthalter von Innerösterreich als Mittlerbehörde zu den einzelnen Ländern hielt sich jedoch bis in die Zeit Maria Theresias. Auch wird beispielsweise der Geltungsbereich ihrer Constitutio Criminalis Theresiana mit „jeden in Unseren königlich-böheimischen, wie auch nieder- inner- ober- und vorder-österreichischen Erblanden“ angegeben.

## Herzöge/Erzherzöge in Innerösterreich
aus der Leopoldinischen Linie:
- Leopold III., der Gerechte (1351–1386), Herzog von Österreich, dann von Innerösterreich
- Wilhelm, der Ehrgeizige, 1396–1406, Herzog in Innerösterreich
- Leopold IV., der Dicke, 1406–1411
- Ernst, der Eiserne 1411–1424
- Friedrich V. ab 1435, 1452–1493 Kaiser (III.), er beerbt 1457 die übrigen habsburgischen Linien.

aus der Linie Habsburg-Innerösterreich:
- Karl II. 1564–1590
  - Ernst [II.], Statthalter 1590–1593
  - Maximilian III., Statthalter 1593–1595
- Ferdinand II., 1590 bzw. 1595 (1619–1637 Kaiser), beerbt alle habsburgischen Linien

## Umgangssprachliche Verwendung
Von Bewohnern Vorarlbergs wird der Begriff Innerösterreich im 20. und 21. Jahrhundert in Anspielung auf die geographische Lage und entsprechend der Zugehörigkeit Vorarlbergs zum alten Oberösterreich in der Bedeutung „Österreich ohne Vorarlberg“ oder auch „Österreich ohne Vorarlberg und Tirol“ verwendet.